# Xavier de Villepin
Pour les articles homonymes, voir Villepin.
Xavier Galouzeau de Villepin, dit Xavier de Villepin, né le 14 mars 1926 à Bruxelles et mort le 29 octobre 2014  à Parly,, est un industriel et homme politique français.

## Biographie
Joseph Marie Benoît François Xavier Galouzeau de Villepin s'engage dans la Résistance en 1944 alors qu'il est étudiant [réf. souhaitée]. Il est ensuite diplômé de l'école des Hautes études commerciales (HEC) et de la Harvard Business School.
De 1950 à 1979, il vit une longue période d'industriel, notamment à Saint-Gobain, et s'établit successivement en Algérie, en Australie, au Maroc, au Venezuela, aux États-Unis et enfin en Italie. Il revient en France en qualité de président de Saint-Gobain Vitrage, puis il est directeur général adjoint responsable du développement international.
Il devient membre de l'Union des Français de l'étranger (UFE) en 1960, accède au poste de 2e vice-président de cette organisation en 1979 et est administrateur de plusieurs sociétés italiennes.
En 1986 et 1995, il est élu sénateur représentant les Français établis hors de France. En 1993, 1995 et 1998, il est élu président de la commission des Affaires étrangères, de la Défense et des Forces armées du Sénat.
Il démissionne en 2002 de ses postes liés à l'international à la suite de la nomination de son fils, Dominique de Villepin, au poste de ministre des Affaires étrangères, afin de ne pas le gêner. Achevant son mandat de sénateur en 2004, il ne se représente pas.
Il est membre du conseil d'administration de l'Institut français des relations internationales (IFRI).
Il est membre du conseil d'administration de la Fondation Robert-Schuman.

## Mandats parlementaires
- 1986-2004 : Sénateur des Français établis hors de France (centriste puis UMP)
  - Président de la commission des Affaires étrangères, de la Défense et des Forces armées du Sénat (1993-2002)
  - Vice-président délégué du groupe Union pour un mouvement populaire du Sénat

## Décorations
- Officier de la Légion d'honneur
- Officier de l'ordre national du Mérite
- Grand officier de l'ordre national de la Croix du Sud (1997)
  -  Commandeur de l'ordre national de la Croix du Sud (1989)
- Grand-officier de l'ordre du Mérite du Chili (1997)
- Grand-officier de l'ordre national du Mérite du Paraguay (1997)
- médaille de la République orientale de l'Uruguay[5]
- Grand-croix de l'ordre du Libérateur Simón Bolivar du Mérite Civile de Bolivie (1998)
- Grand-officier de l'ordre de mai d'Argentine (1999)
- Grand-officier de l'ordre national du Burkina Faso (2001)

## Famille
La famille Galouzeau de Villepin est une famille d'ancienne bourgeoisie : Honoré Galouzeau, notaire, épousa Marie Tourmont de Villepin au XVIIIe siècle. Leur arrière-petit-neveu François-Xavier, avocat, se fera appeler Galouzeau de Villepin au XIXe siècle, et il eut une nombreuse postérité. La descendance directe de Marie-Eugénie de Blair de Balthayock et de son époux François-Xavier Galouzeau de Villepin compte de nombreux serviteurs de l'État, officiers militaires, sénateur, diplomate, chef d'entreprises, diplômés des grandes écoles françaises (notamment Saint Cyr, Polytechnique, HEC et ENA); on trouve dix-huit décorés de la Légion d'honneur, dont seize à titre militaire.
Xavier Galouzeau de Villepin est le père de trois énarques, issus de son mariage avec Yvonne Marie Madeleine Hétier (03/04/1925-10/03/2004) : 
- l'homme politique et écrivain français Dominique de Villepin (promotion Voltaire, 1980), lui-même père de Marie Steiss,
- Véronique Galouzeau de Villepin (promotion Voltaire, 1980), épouse du général Baudouin Albanel,
- Patrick Galouzeau de Villepin (promotion Léonard de Vinci, 1985).